# 维京传奇
《维京传奇》（英語：Vikings）是加拿大历史频道製播的历史剧，由作家迈克尔·赫斯特创作，拍摄于爱尔兰，2013年3月3日在美国与加拿大首播。
《维京传奇》取材于斯堪地那維亞半島维京人朗納爾·洛德布羅克的事迹，他是最早的知名北欧海盗，劫掠过盎格鲁-撒克逊英格兰（現英國英格蘭）和西法蘭克王國（現法國）。本片将朗納爾塑造为一个野心勃勃的维京農民，在其兄羅洛、妻子盾女拉葛莎和好友弗洛基的支持下，成為第一个率眾向西航行的維京人，成功突襲英格蘭，並最終成為斯堪地那維亞國王。朗納爾死後的最新季劇情描述他兒子們的命運，他們在英國、斯堪地那維亞和地中海地區持續冒險。
2013年4月5日，历史频道宣布会有10集的第二季，在2014年2月27日开播。2014年3月25日，历史频道宣布该剧还会有十集的第三季。2017年，宣布續訂第六季，將有20集內容。

## 系列概述

### 第一季（2013年）
參見主條目：维京传奇 (第一季)
拉格納對哈拉德森伯爵的警告充耳不聞,西行航向英格蘭，並第一次成功襲擊英格蘭。
哈拉德森則籌謀著如何站道上風，結果攻擊了拉格納，拉格納無法忽視兄弟所受的折磨，於是向哈拉德森單挑輸贏。
最後拉格納受命，為撒克森埃勒國王完成外交使命。

### 第二季（2014年）
參見主條目：维京传奇 (第二季)

### 第三季（2015年）
參見主條目：维京传奇 (第三季)
2014年3月25日，历史频道宣布维京传奇会有第三季。
当问及第三季对观众而言有什么期待之处时，迈克尔·赫斯特表示：“是的，我们正要去进攻巴黎。巴黎在当时是世上绝无仅有的大城市，有许多罗马的遗迹。我们现在在外景地正做布景，还会用到電腦成像。历史上拉格纳带着100艘船袭击巴黎。”

### 第四季（2016年）
參見主條目：维京传奇 (第四季)

### 第五季（2017年）
參見主條目：维京传奇 (第五季)

### 第六季（2019-2020年）
參見主條目：維京傳奇 (第六季)

## 演员表
- 崔维斯·费米尔 飾 朗納爾·洛德布羅克，維京農夫和武士，第一個向西航行，劫掠了英格蘭。
- 凱薩琳·溫妮克 飾 拉葛莎，維京盾女，後成為卡特加特海峽女王。
- 克莱夫·斯坦登 飾 羅洛，朗納爾之兄、第一任諾曼第公爵，征服者威廉的高曾祖父。
- 古斯塔夫·斯卡斯加德 飾 弗洛基，一位天才但古怪的造船人，朗納爾的朋友，後發現了冰島。
- 麥德·赫斯特（英语：Maude Hirst） 飾 海爾格，弗洛基的妻子。
- 喬治·布萊頓 飾 埃塞尔斯坦，一位英格蘭林迪斯法恩修道院的基督教僧侣，在朗納爾第一次劫掠英格兰时俘获。
- 艾莉莎・薩瑟蘭（英语：Alyssa Sutherland） 飾 亞絲拉琪，女武神布倫希爾德和屠龍英雄齊格弗里德之女，渥爾娃女巫。
- 內森·奧托爾（英语：Nathan O'Toole）（第一季、第二季第一集）、亞歷山大·路德韋格（第二季第三集开始） 飾 「勇士」比约恩（英语：Bjorn Ironside），朗納爾與拉葛莎之子。
- 大衛·林德斯特羅姆（英语：David Lindström） 飾 「蛇眼」西格德，朗納爾與亞絲拉琪之子。
- 喬丹·史密斯（英语：Jordan Smith (actor)） 飾 屋柏（英语：Ubba），朗納爾與亞絲拉琪之子。
- 馬可·艾索（英语：Marco Ilsø） 飾 威札克，朗納爾與亞絲拉琪之子。
- 艾利克斯·休格·安德森（英语：Alex Høgh Andersen） 飾 無骨者伊瓦爾，朗納爾與亞絲拉琪之子。
- 傑薩琳·吉爾西格（英语：Jessalyn Gilsig） 飾 西吉。
- 唐納·羅格 飾 赫里克（英语：Horik I），丹麥國王。
- 萊納斯·羅徹 飾 埃格伯特國王，與朗納爾有亦敵亦友的微妙關係。
- 莫·鄧福德（英语：Moe Dunford） 飾 埃塞爾伍爾夫王子，後繼承了威塞克斯王國王位。
- 福迪亞·瓦爾什-匹羅（英语：Ferdia Walsh-Peelo） 飾 阿佛烈王子，即後來的阿佛烈大帝。
- 凱文·杜蘭 飾 哈伯德，一位神秘旅人。
- 羅泰爾·布魯特（英语：Lothaire Bluteau） 飾 查理三世，西法蘭克王國國王，遭遇維京人於西元845年巴黎圍困（英语：Siege of Paris (845)）的戰役。
- 約翰·卡瓦納 飾 先知。
- 彼得·法蘭森（英语：Peter Franzén） 飾 金髮哈拉爾，第一位統治挪威帝國（英语：Kingdom of Norway (872–1397)）的國王。
- 亞斯佩爾·派科寧 飾 哈夫丹，金髮哈拉爾的弟弟。這個角色混合了歷史上的朗納爾之子「白衫」哈夫丹和另一位傳奇人物「黑髮」哈夫丹（英语：Halfdan the Black）改編而成。
- 強納森·萊斯·梅爾 飾 黑德蒙主教（英语：Heahmund）。

## 歷史準確性
許多角色都是基於歷史資料或受其傳奇故事啟發的真實人物，所描繪的主要事件大部分也來自真實歷史，包括維京人的兵器和導航工具。然而，實際上一百多年來的事件已經被劇組濃縮了，所以那些永遠不可能見面的人物在劇中改編為相近的年齡，而歷史事件細節也修改為具有戲劇性的效果。例如第一季中，朗納爾·洛德布羅克和羅洛在793年渡海洗劫了林迪斯法恩修道院（真正的羅洛實際上還沒出生，他的年紀應比「無骨人」伊瓦爾還小），但是在第三季，這群年齡相近的人物又參加了845年巴黎圍困之戰。此時，埃格伯特國王已經死了，阿佛烈大帝已經成為國王，但他在第四季仍然是一個孩子。在劇中，羅洛殺光他一起留駐在法蘭西的追隨者，並與他的同胞（維京人）反目作戰，然而在歷史上，羅洛成為諾曼第公爵後，仍繼續與他的北歐親屬合作，他在法國的領地還成為維京人的航海中繼點。此外，大部分主要角色被描繪為來自挪威，而根據主要的史料來源，他們很可能是丹麥人。

## 剧集列表
| 季數 | 集数 | 集数 | 首播日期       | 首播日期       |
| 季數 | 集数 | 集数 | 首映           | 季终           |
| ---- | ---- | ---- | -------------- | -------------- |
| 1    | 9    | 9    | 2013年3月3日   | 2013年4月28日  |
| 2    | 10   | 10   | 2014年2月27日  | 2014年5月1日   |
| 3    | 10   | 10   | 2015年2月19日  | 2015年4月23日  |
| 4    | 20   | 10   | 2016年2月18日  | 2016年4月21日  |
| 4    | 20   | 10   | 2016年11月30日 | 2017年2月1日   |
| 5    | 20   | 10   | 2017年11月29日 | 2018年1月24日  |
| 5    | 20   | 10   | 2018年         | 2018年         |
| 6    | 20   | 10   | 2019年12月4日  | 2020年2月5日   |
| 6    | 20   | 10   | 2020年12月30日 | 2020年12月30日 |

## Home media release
| Season    | DVD release date | DVD release date | DVD release date | DVD release date | Blu-ray release date | Blu-ray release date | Blu-ray release date | Blu-ray release date |
| Season    | Region 1         | Region 1         | Region 2         | Region 4         | Region A             | Region A             | Region B             | Region B             |
| Season    | United States    | Canada           | United Kingdom   | Australia        | United States        | Canada               | United Kingdom       | Australia            |
| --------- | ---------------- | ---------------- | ---------------- | ---------------- | -------------------- | -------------------- | -------------------- | -------------------- |
| 1         | October 15, 2013 | October 15, 2013 | February 3, 2014 | March 26, 2014   | October 15, 2013     | October 15, 2013     | February 3, 2014     | March 26, 2014       |
| 2         | October 7, 2014  | October 14, 2014 | November 3, 2014 | November 5, 2014 | October 7, 2014      | October 14, 2014     | November 3, 2014     | November 5, 2014     |
| 1-2       | 不適用           | 不適用           | November 3, 2014 | 不適用           | 不適用               | 不適用               | 不適用               | 不適用               |
| 3         | October 6, 2015  | October 13, 2015 | November 2, 2015 | October 21, 2015 | October 6, 2015      | October 13, 2015     | November 2, 2015     | October 21, 2015     |
| 1-3       | 不適用           | 不適用           | November 2, 2015 | 不適用           | 不適用               | 不適用               | 不適用               | 不適用               |
| 4, Part 1 | October 4, 2016  | August 23, 2016  | October 24, 2016 | October 12, 2016 | October 4, 2016      | August 23, 2016      | October 24, 2016     | October 12, 2016     |
| 4, Part 2 | October 3, 2017  | May 2, 2017      | August 7, 2017   | March 29, 2017   | October 3, 2017      | May 2, 2017          | August 7, 2017       | March 29, 2016       |
| 4         | 不適用           | 不適用           | August 7, 2017   | 不適用           | 不適用               | 不適用               | August 7, 2017       | 不適用               |
| 1-4       | 不適用           | November 7, 2017 | August 7, 2017   | October 25, 2017 | 不適用               | November 7, 2017     | August 7, 2017       | October 25, 2017     |
| 5, Part 1 | 待公布           | 待公布           | 待公布           | March 11, 2018   | 待公布               | 待公布               | 待公布               | March 11, 2018       |